# Gaetano Patalano
Gaetano Patalano (Lacco Ameno, 1655 – 1700 circa) è stato uno scultore barocco di area napoletana, italiano.

## Biografia
Era uno dei figli di Giovan Angelo Patalano e di Vittoria Marona, le cui nozze furono celebrate a Lacco Ameno il 30 luglio 1642. Il 14 marzo 1655 fu battezzato Gaetano (un primo figlio con lo stesso nome era premorto). Scultore era anche suo fratello minore Pietro Patalano, (Pietro Rocco), che fu battezzato il 29 giugno 1664. Le notizie in dettaglio su opere sicuramente eseguite da Pietro sono poche e poche le opere a lui attribuite con certezza. Operò anni fra il 1702 e il 1737 e fu allievo (come del resto Gaetano) dei fratelli Aniello e Michele Perrone e collaboratore del fratello maggiore Gaetano. L'anno di morte di Gaetano si deduce dall'ultima sua opera sicura, che è del 1699, ma qualche altra opera a lui attribuita potrebbe essere dell'anno 1700.
Il primo biografo dei fratelli Patalano è stato De Dominici, il quale, parlando dei fratelli scultori Perrone, afferma che: «Ebbero vari discepoli, ma i migliori furono Gaetano e Pietro Patalano, anch'essi fratelli, de' quali Gaetano fu il migliore; benché Pietro fusse ancor egli buon scultore, e varie opere per la Spagna egli fece unite a quelle di Gaetano suo fratello, e per varie chiese del Regno mandaron loro lavori, per i quali acquistarono buon nome appresso degli amatori delle bell'arti del disegno.»

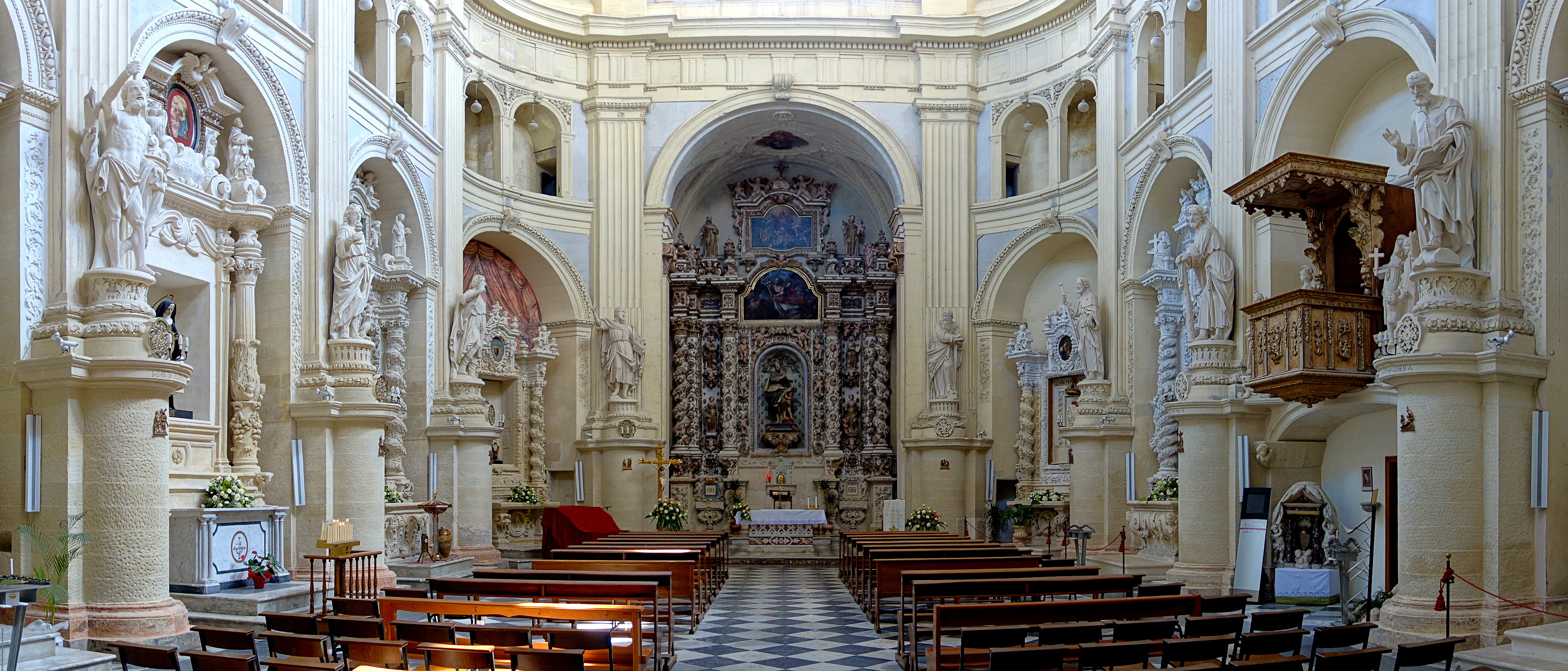
Lecce, interno della chiesa di San Matteo

Secondo Gennaro Borrelli, il primo a dare un'esauriente lista di opere di Gaetano Patalano, la sua prima scultura è San Martino dona il mantello al povero, conservata nel Museo di San Martino, a Napoli, databile 1675, e la descrive così: «Eccezionale gruppo di timbro barocco, la cui originale cromia conferisce un spetto singolare.»
A Palagiano (provincia di Taranto), nella La Chiesa dell'Immacolata una statua lignea raffigurante San Gaetano è attribuita allo scultore ischitano Gaetano Patalano. Nella chiesa di San Matteo a Lecce, al centro dell'altare maggiore si apre una nicchia con il gruppo ligneo San Matteo e l'angelo che sorregge il Vangelo, scolpito da Gaetano Patalano nel 1691.
Nelle sue sculture «interessi per la cultura romanista e manierista si rivelano nella linea serpeggiante e nella cromia tenuta su un giro di toni bassi, resa per campiture senza ricorrere alla tecnica dello sfumato. Non è fuori luogo rilevare che lo schema delle figure è in relazione con quello creato [...] dallo scultore Aniello Perrone (1670 circa).» Ha anche scolpito nel legno figure per presepe napoletano.

### Altre sculture
- Tre mezze figure nel duomo di Lecce, raffiguranti San Giusto, San Fortunato e Sant'Oronzo.
- Incoronazione della Vergine, con l'Eterno Padre e con Gesù sorretti da putti (Antica Cattedrale di Cadice - Spagna), gruppo statuario a grandezza naturale, opulento e barocco e che si adatta al gusto spagnolo. Firmata e datata alla base 1693.
- L'Immacolata nella Confraternita dell'Immacolata di Sarno, rappresentata sopra una nuvola sostenuta da cherubini, è firmata e datata sulla base 1696.
- Sant'Ignazio, statua nella chiesa di Santa Chiara a Lecce, databile 1696 e nella stessa chiesa la statua di San Gaetano Thiene.
- La Madonna del carro, scolpita per la Chiesa di San Cesario, di Lecce e ora al Museo archeologico provinciale Sigismondo Castromediano (Lecce) e già attribuita a Nicola Fumo.